# Dionysia sawyeri
Dionysia sawyeri är en viveväxtart som först beskrevs av David Allan Poe Watt, och fick sitt nu gällande namn av Per Wendelbo. Dionysia sawyeri ingår i dionysosvivesläktet som ingår i familjen viveväxter. Inga underarter finns listade i Catalogue of Life.